# Cronay
Cronay es una comuna suiza del cantón de Vaud, situada en el distrito de Jura-Nord vaudois. Limita al norte con la comuna de Cuarny, al noreste con Yvonand, al este y sureste con Donneloye, al suroeste con Orzens y Ursins, y al oeste con Pomy.
La comuna formó parte hasta el 31 de diciembre de 2007 del distrito de Yverdon, círculo de Molondin.